# Непрохані гості (фільм, 2015)
«Непрохані гості» (англ. Shut In, а також англ. Intruders або англ. Deadly Home) — американський фільм жахів, знятий Адамом Шиндлером. Прем'єра стрічки в Україні відбулась 17 березня 2016 року. Фільм розповідає про Анну, в якої агорафобія, тому, коли троє злочинців вриваються в її будинок, вона не може змусити себе вибігти на вулицю.

## У ролях
- Бет Рісграф — Анна Рук
- Рорі Калкін — Ден Купер
- Джек Кесі — Дж. П. Генсон
- Мартін Старр — Перрі Каттнер
- Тімоті Т. Мак-Кінні — Конрад

## Виробництво
Зйомки фільму почались наприкінці серпня 2014 року в Шривпорті.